# Stephobruzelia dentata
Stephobruzelia dentata är en kräftdjursart som beskrevs av J. L. Barnard 1972. Stephobruzelia dentata ingår i släktet Stephobruzelia och familjen Synopiidae. Inga underarter finns listade i Catalogue of Life.